# Baleárské moře
Baleárské moře je označení pro část Středozemního moře v prostoru mezi Baleárskými ostrovy a španělskou pevninou. Na pevnině omývá břehy provincií Tarragona, Barcelona, Girona v Katalánsku a Alicante, Valencia, Castellón ve Valencijském společenství.
Nejvýznamnějším přítokem Baleárského moře je řeka Ebro.